# Glycaspis incomperta
Glycaspis incomperta är en insektsart som beskrevs av Moore 1988. Glycaspis incomperta ingår i släktet Glycaspis och familjen rundbladloppor. Inga underarter finns listade i Catalogue of Life.